# 대구대산초등학교
대구대산초등학교는 대한민국 대구광역시 북구에 있는 공립 초등학교이다.

## 역사
- 1983-01-26 대구대산초등학교 설립 인가
- 1983-03-01 대구대산초등학교 개교(19학급 편성)
- 1985-02-16 제1회 졸업식(230명)
- 1989-03-01 대구광역시교육청지정 산수과 시범학교 운영(2년)
- 1997-03-01 대구광역시교육청지정 학급편성 및 담임배정시범학교운영(2년)
- 1998-03-01 대구대산초등학교 병설유치원 개원(1학급 편성)
- 2004-09-24 목련관 강당 완공
- 2006-03-01 대구광역시교육청지정 통합교육 시범학교 운영(2년)
- 2006-09-27 대구대산초등학교 날뫼도서관 개관
- 2009-06-15 대구대산초등학교 영어체험교실 구축
- 2009-08-03 대구대산초등학교 급식실 설치
- 2009-09-14 건물 연결 복도 완공
- 2010-03-01 대구광역시교육청지정 학력향상 시범학교 운영(1년)
- 2010-09-01 제13대 이종섭 교장 취임
- 2011-03-01 대구광역시교육청지정 농촌체험 시범학교 및 영어선도학교 운영(1년)
- 2011-02-11 제27회 졸업식(84명), 졸업생 총수 5,390명
- 2011-03-01 18학급 편성(특수 2학급)
- 2011-11-25 학교공원화사업(중간뜰 조경공사 완공)
- 2011-12-30 유치원 종합놀이시설 설치
- 2012-02-16 제29회 졸업식(81명), 졸업생 총수(5,792명)
- 2012-03-01 제14대 손주원 교장 취임
- 2013-03-01 Wee-class 상담실 설치
- 2015-03-01 15학급 편성(특수2학급)